# Pleuronichthys decurrens
Espèce
Pleuronichthys decurrens est une espèce de poissons appartenant à la famille des Pleuronectidae.